# Retronim
Retronim je beseda, s katero razširimo opis starejšega pojma ali objekta, ki z uvedbo novega pojma ni bil več enolično opisan. Primer: realno število - za razliko od imaginarnih števil.
akustična kitaraPred iznajdbo električne kitare je bila to enostavno kitara.
analogna ura
črno-bela televizija
črno-bela fotografija
nemi film
Bizantinski imperij
francoski frank
trdi disk
naravni jezik
papirnata pošta
vinilna plošča